# Старовойтов, Александр Владимирович (легкоатлет)
Алекса́ндр Влади́мирович Старово́йтов (род. 31 августа 1963) — советский белорусский легкоатлет, специалист по бегу на короткие дистанции. Наивысших успехов добился в конце 1980-х — начале 1990-х годов, чемпион Спартакиады народов СССР, чемпион СССР, действующий рекордсмен Белоруссии в беге на 200 метров и в эстафете 4 × 100 метров. Представлял город Минск и спортивное общество «Буревестник».

## Биография
Александр Старовойтов родился 31 августа 1963 года.
Занимался лёгкой атлетикой в Минске, выступал за Белорусскую ССР и добровольное спортивное общество «Буревестник».
Впервые заявил о себе на всесоюзном уровне в сезоне 1987 года, когда в беге на 200 метров стал четвёртым на соревнованиях в Цахкадзоре, выиграл турнир в Таллине, а в беге на 100 метров стартовал на чемпионате СССР в Брянске.
В 1988 году в 100-метровой дисциплине занял седьмое место на соревнованиях в Сочи, установив при этом личный рекорд — 10,47. В 200-метровом беге выиграл соревнования в Стайках и Шяуляе, получил серебро на Мемориале братьев Знаменских в Ленинграде — установил здесь ныне действующий рекорд Белоруссии 20,63.
На чемпионате СССР 1989 года в Горьком с белорусской командой выиграл серебряную медаль в зачёте эстафеты 4 × 100 метров.
В июле 1991 года на чемпионате страны в рамках X летней Спартакиады народов СССР в Киеве вместе с партнёрами по белорусской сборной Андреем Черкашиным, Леонидом Сафронниковым и Александром Кнышем превзошёл всех соперников в эстафете 4 × 100 метров и завоевал золотую награду, при этом установил ныне действующий рекорд Белоруссии в данной дисциплине — 39,44.
После распада Советского Союза больше не показывал сколько-нибудь значимых результатов в лёгкой атлетике.